# Guerra giudaica di Pompeo
La guerra giudaica di Pompeo rappresenta una delle fasi finali della terza guerra mitridatica combattuta tra il generale romano e i due regnanti in Giudea, Giovanni Ircano II e Aristobulo II, nel 63 a.C.: questo scontro portò all'occupazione romana dei loro territori.

## Contesto storico
Alla morte di Alessandro Ianneo, della dinastia degli Asmonei, il governo del regno di Giudea fu lasciato alla moglie Alessandra, la quale regnò dal 76 al 67 a.C. Quando si ammalò, Aristobulo, il più giovane dei suoi figli, colse l'occasione e si impadronì di tutte le fortezze del regno, e poi, assoldato un corpo di mercenari con i denari che aveva raccolto, si proclamò re. Il fratello Ircano allora, fece sentire le sue proteste alla madre, la quale decise di rinchiudere la moglie e i figli di Aristobulo nella fortezza Baris. Ma prima che potesse punire Aristobulo, Alessandra morì dopo aver regnato nove anni.
Erede al trono era Ircano, a cui la madre ancora in vita aveva affidato il regno, ma era inferiore ad Aristobulo. I due si scontrarono in modo decisivo presso Gerico, dove ebbe la meglio Aristobulo. Ircano allora si rifugiò nella fortezza Baris, dove erano già presenti, come ostaggi, la moglie e i figli del fratello. E prima che avvenisse l'irreparabile, i due vennero a un accordo: Ircano abdicava a vantaggio del fratello, il quale andava a vivere nella reggia, mentre il primo si spostava nella residenza di Aristobulo.

### Casus belli

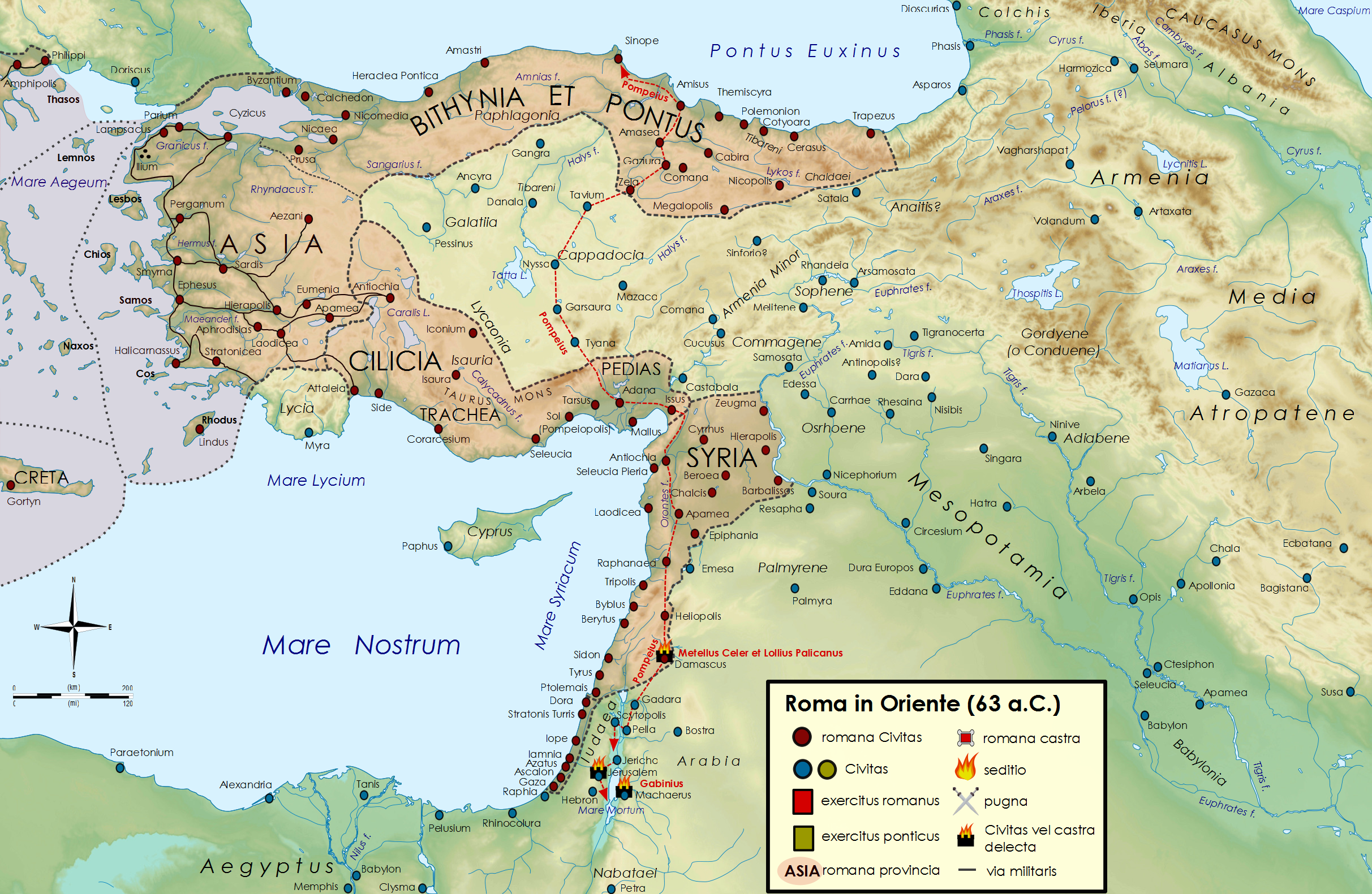
L'anno 63 a.C. della terza guerra mitridatica

L'inatteso trionfo di Aristobulo destò grande preoccupazione nei suoi avversari, specialmente in Erode Antipatro, di stirpe idumea. Egli, allora, persuase Ircano a rifugiarsi presso Areta III, re dei Nabatei, per poi riconquistare il regno perduto. Dopo averli messi in contatto a distanza, prelevò, una notte, Ircano da Gerusalemme e lo condusse nella capitale del re arabo, Petra. I tre, avendo concordato di attaccare Aristobulo con un esercito forte di ben 50 000 armati, tra fanti e cavalieri, riuscirono a sconfiggerlo e a costringerlo a rifugiarsi a Gerusalemme.
E ben presto sarebbe stato catturato se non fosse intervenuto il generale romano Marco Emilio Scauro, che, intromessosi nella disputa, aveva ordinato di metter fine all'assedio. Egli era stato inviato dalla Siria da Gneo Pompeo Magno. I continui scontri per la successione tra i due fratelli Ircano e Aristobulo avevano, infatti, sollecitato l'intervento romano, tanto che lo stesso Pompeo, giunto a Damasco dopo che la città era stata conquistata di recente da Metello Celere e da Lucio Lollio Palicano, si precipitò subito in Giudea, al fine di stabilizzare la regione, quasi fosse «un affare insperato», tanto più che Mitridate VI era morto (nel 63 a.C.), dopo quasi un trentennio di guerre.
Non appena entrò in Siria, Pompeo fu subito raggiunto dalle ambascerie dei due fratelli, che lo pregavano di conceder loro il suo appoggio. Entrambi vennero supplici a lui. Aristobulo, però, fiducioso della venalità di Scauro, gli inviò in regalo 400 talenti, che il legatus di Pompeo apprezzò al punto da intimare, poco dopo, a Ircano e agli Arabi suoi alleati, di togliere l'assedio con la massima solerzia, minacciando un intervento armato dello stesso Pompeo. Areta, spaventato dalle minacce, si ritirò dalla Giudea a Philadelphia, mentre Scauro tornava a Damasco. Livio e Dione aggiungono che gli Arabi Nabatei, che per anni avevano arrecato gravi danni alla vicina Siria, furono sconfitti ripetutamente, e nei loro territori fu poi lasciato un presidio armato.
Ma ad Aristobulo non bastò l'averla scampata; al contrario, raccolte tutte le sue forze disponibili, si gettò all'inseguimento dei nemici e, presso la località di Papirone, ne uccise più di 6 000, tra cui anche il fratello di Erode Antipatro, Fallione. Questo fatto adirò al punto Pompeo, da decidere di intervenire personalmente e condurre la propria armata contro Aristobulo.

## Guerra

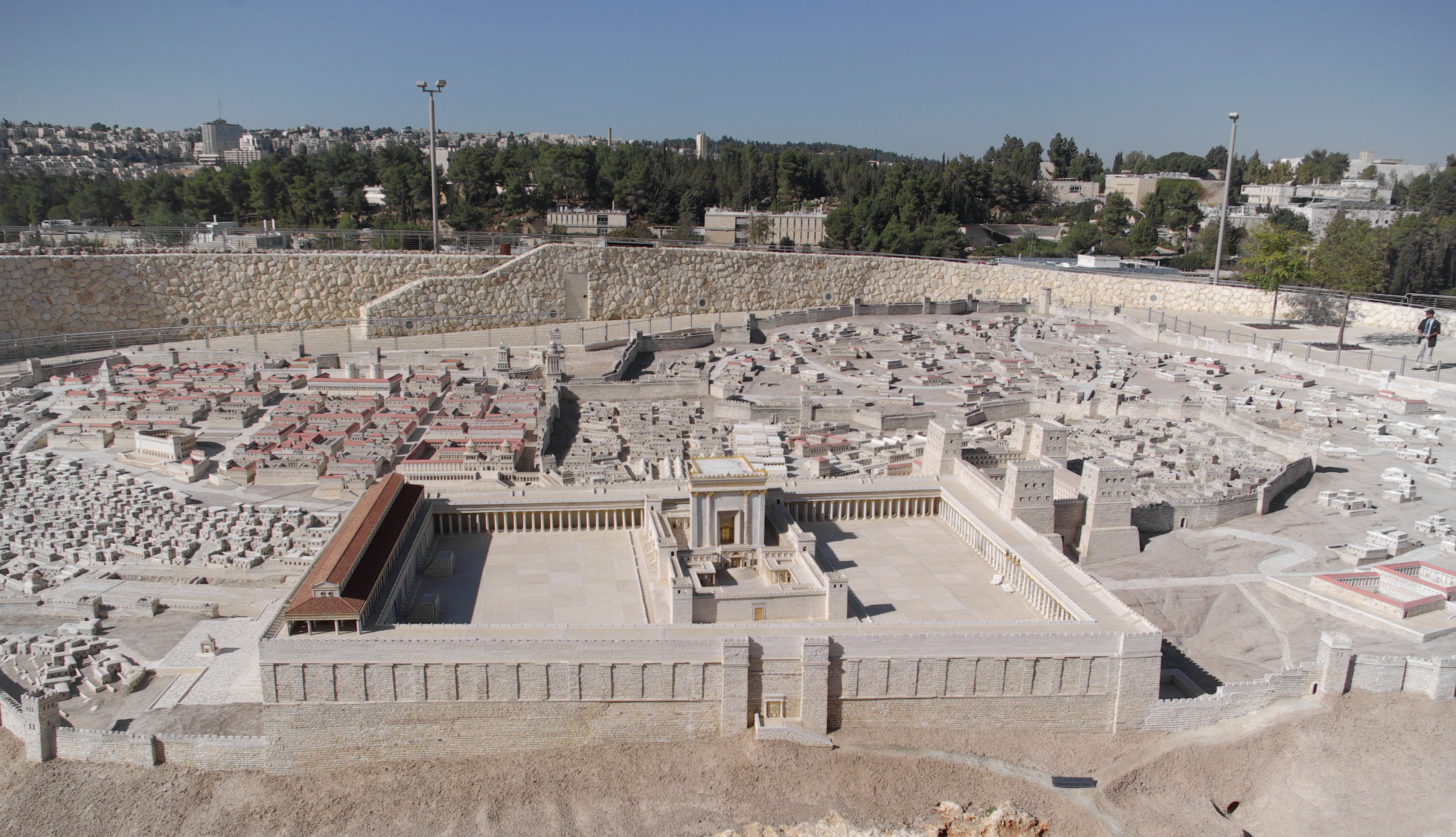
Modellino ricostruttivo dell'antica città di Gerusalemme. In primo piano il "grande Tempio" con di fronte il grande fossato, alla sua destra la fortezza Antonia. E poi la cerchia di mura per differenti quartieri.

Pompeo diresse le sue armate contro i Giudei, i cui abitanti avevano compiuto in passato scorrerie nella vicina Fenicia romana. Andò da Pella a Scitopoli (passando quindi il Giordano) e giunse a Coree (tra la Samaria e la Giudea), da dove inizia il territorio giudaico. Sembra che Ircano si sia sottomesso senza combattere, poiché non disponeva di forze adeguate. In seguito Pompeo, avendo chiuso Aristobulo in una località stretta, lo obbligò ad arrendersi. In questa circostanza sembra che Gabinio distrusse la fortezza di Macheronte.
Avendo, quindi, saputo che Aristobulo si era rifugiato in Alexandreion, una delle fortezze meglio rifornite, sopra un alto monte, gli inviò l'ordine di arrendersi e scendere. Aristobulo, dopo un primo momento di esitazione, spinto soprattutto dai suoi sudditi, decise di consegnare la fortezza al generale romano. Poi sdegnato si ritirò a Gerusalemme e si preparò a combattere Pompeo. Ma Pompeo, che non si fidava di lui, lo seguì senza dargli il tempo di portare a termine i suoi preparativi. E mentre lo seguiva, quando aveva raggiunto Gerico, venne a sapere che Mitridate VI era morto. Pompeo ripartì il giorno seguente, diretto a Gerusalemme. E ancora una volta Aristobulo gli si fece incontro, supplicante, promettendogli un ricco tesoro, la consegna della città e sé stesso. Ma nessuno di questi accordi fu portato a compimento, mandando su tutte le furie il generale romano, che lo fece arrestare. Flavio Giuseppe racconta, infatti, che i sudditi di Aristobulo non lasciarono neppure che Aulo Gabinio entrasse in città, per ricevere il denaro promesso.
Pompeo, giunto di fronte a Gerusalemme, esaminò allora tutta la cinta muraria per stabilire il piano d'attacco, notando la solidità delle sue mura, per nulla facili da scalare. Davanti a queste vi era poi un notevole strapiombo, e al di là di questo strapiombo il santuario poderosamente fortificato che, anche se si fosse conquistata tutta la città intorno, costituiva un secondo baluardo per i nemici, difficilissimo da superare. E mentre Pompeo, all'esterno, esitava sul da farsi, all'interno della città scoppiarono dei disordini tra opposte fazioni: tra chi sosteneva Aristobulo e voleva resistere, e chi sosteneva Ircano e preferiva arrendersi per il timore della ferrea disciplina delle armate romane. Alla fine prevalsero questi ultimi, tanto che i partigiani di Aristobulo si rifugiarono nel "grande Tempio", dopo aver tagliato il ponte che li univa alla città, pronti a resistere a oltranza. I partigiani di Ircano consegnarono, invece, a Publio Pisone, legatus di Pompeo, la stessa reggia. Pisone poté così disporre presidi nella città, preparandosi ad attaccare coloro che si erano rifugiati nel Tempio, assistito e consigliato dalla fazione di Ircano.

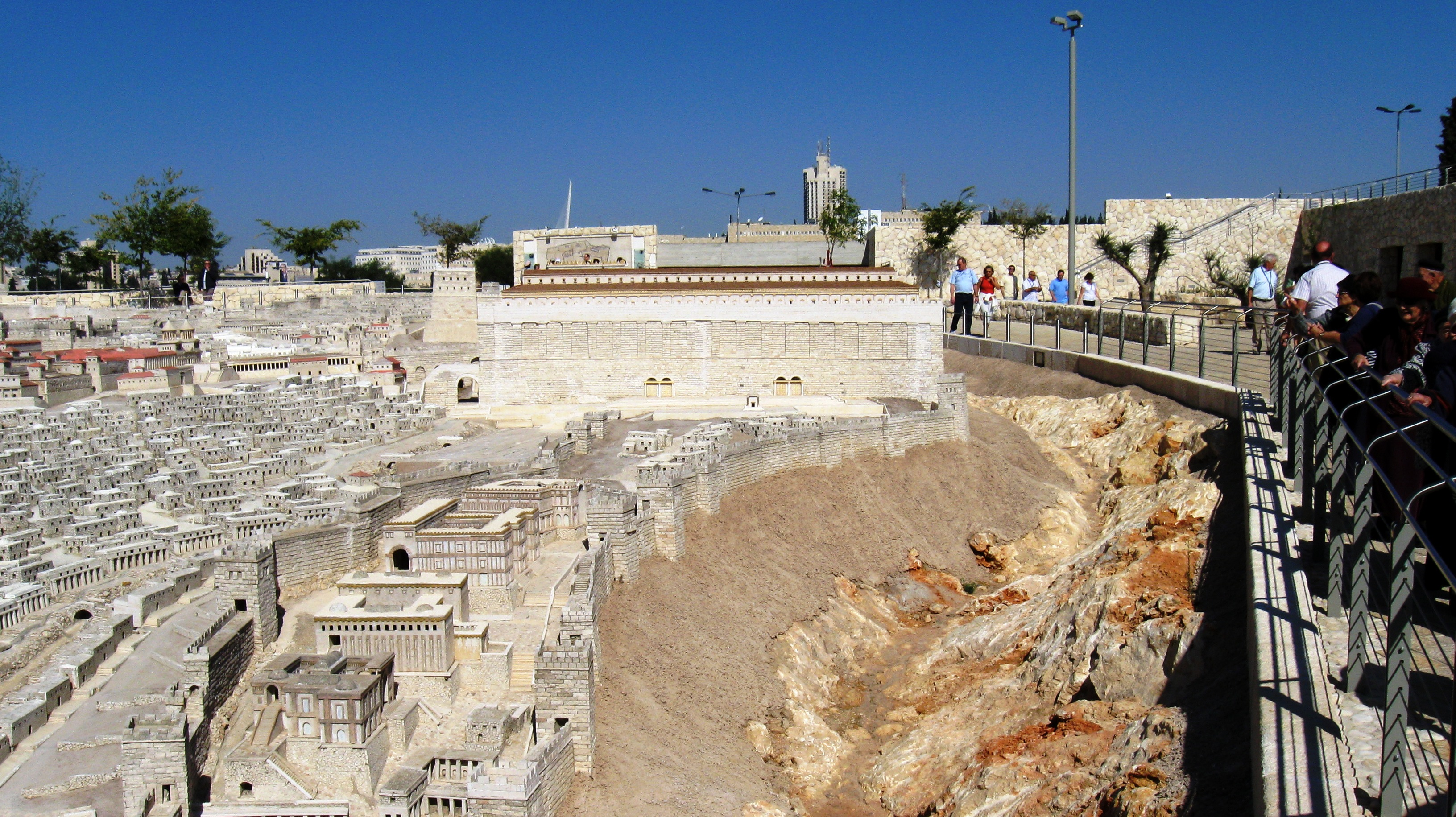
Modellino ricostruttivo dell'antica città di Gerusalemme. In primo piano il grande fossato di fronte al lato settentrionale del "grande Tempio" (sullo sfondo), da dove Pompeo lanciò il decisivo attacco all'ultima resistenza dei partigiani di Aristobulo.

Pompeo in persona si recò sul lato settentrionale e diresse i lavori per colmare il fossato e lo strapiombo con materiali trasportati a fatica dall'esercito. E fu cosa assai dura colmare l'immensità di questa voragine, per i continui attacchi dei Giudei che dall'alto cercavano di impedire, in ogni modo, che i Romani riuscissero nella loro impresa.
I Romani non sarebbero riusciti a condurre a termine questo assedio, se Pompeo non avesse innalzato il terrapieno approfittando del sabato, giorno in cui i Giudei per rito religioso non solo si astengono dal lavoro, ma anche dall'attaccar battaglia dall'alto delle mura.
(Cassio Dione Cocceiano, Storia romana, XXXVII, 16.2.)

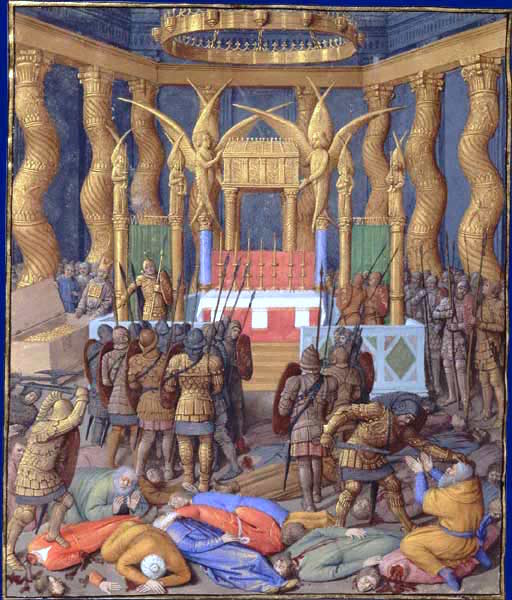
Pompeo nel Tempio di Gerusalemme; miniatura di Jean Fouquet (1470-1475 circa) delle Antichità giudaiche di Flavio Giuseppe.

E così, una volta riempita la voragine, avendo costruito alte torri sul terrapieno e accostate le macchine fatte venire da Tiro, Pompeo testava la resistenza delle mura. Intanto le artiglierie romane tenevano lontano i difensori dall'alto. Ma resistettero a lungo le torri del grande tempio. Mentre i Romani si trovavano in queste difficoltà, i Giudei, pur bersagliati quotidianamente da continui lanci di dardi, continuarono con grande scrupolo a seguire i loro riti religiosi. E neppure nel momento stesso della conquista da parte dei Romani abbandonarono le cerimonie religiose, anche quando furono colpiti.
Flavio Giuseppe racconta che dopo tre lunghi mesi di assedio, i Romani erano riusciti con grande sforzo ad abbattere una delle torri di guardia e avevano invaso il grande Tempio. Il primo che ebbe il coraggio di oltrepassare le mura fu il figlio di Silla, Fausto Cornelio. Fu una vera carneficina. Morirono sia quelli che tentavano di rifugiarsi nel santuario, sia quelli che provavano a resistere. Fu allora che molti sacerdoti, pur vedendo i soldati romani sopraggiungere, continuarono tranquillamente le loro funzioni religiose e vennero trucidati. Altri furono uccisi dai loro stessi connazionali della fazione di Ircano. Alla fine morirono ben 12 000 giudei, mentre pochi furono i romani morti, mentre i feriti furono più numerosi.

## Conseguenze

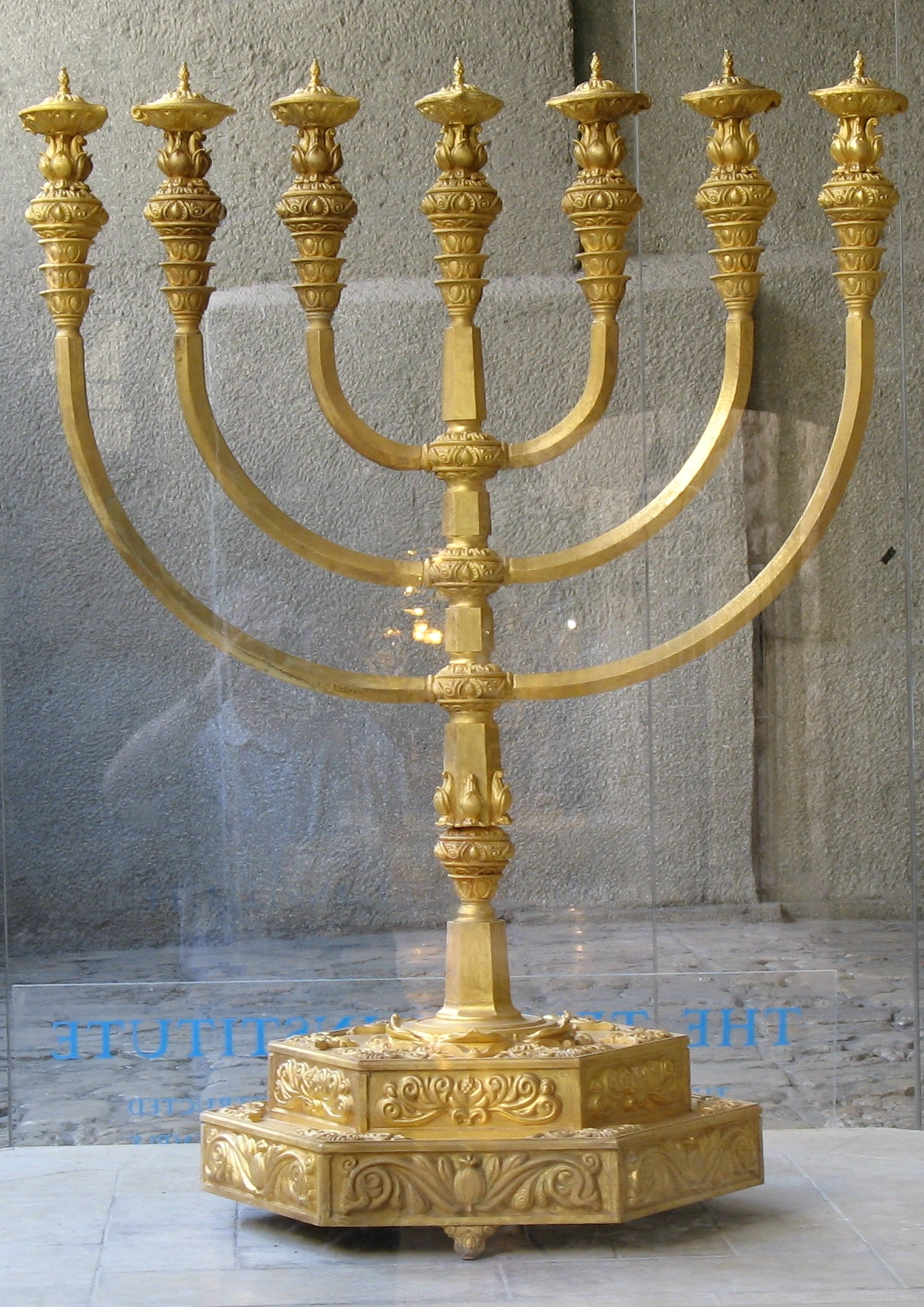
Una ricostruzione del candelabro a sette braccia del Tempio di Gerusalemme, che Pompeo non trafugò. Fu portato a Roma, oltre 130 anni più tardi, da Tito, figlio di Vespasiano (nel 70).

E così Pompeo ebbe la meglio sugli ultimi ribelli, sebbene nel corso dell'assedio di Gerusalemme avesse incontrato numerose difficoltà. Flavio Giuseppe racconta che fra le tante sciagure, quella del Tempio svelato agli occhi stranieri fu la peggiore. Pompeo era stato infatti in grado con il suo seguito di entrare dove solo il sommo sacerdote era in grado di entrare, potendo contemplare il candelabro, le lampade, la tavola e i vasi per libagioni, oltre agli incensieri, tutti d'oro massiccio, oltre al sacro tesoro di ben 2 000 talenti.
Pompeo sembra non toccò alcuno di questi oggetti sacri. Al contrario il giorno seguente all'espugnazione del Tempio, ordinò la sua purificazione attraverso sacrifici di rito, mentre il nuovo regno di Giudea fu affidato a Ircano, che si era dimostrato un affidabile alleato, mentre Aristobulo fu portato via. A Gerusalemme e alla regione intorno impose il pagamento di un tributo. Secondo Luciano Canfora invece, contrariamente alla testimonianza di Giuseppe Flavio, attraverso un'indagine filologica delle fonti rimaste e badando alle sviste dello storico giudeo, si può ricostruire che, nella conquista, Pompeo saccheggiò completamente il tempio, portandone le vettovaglie nel suo grande trionfo di ritorno.
Creò la nuova provincia di Siria nel 63 a.C., partendo dalla regione della Celesiria. Della Giudea fece un regno cliente o protettorato romano. Ricostruì Gadara, che era stata distrutta dai Giudei. Proclamò libere dai Giudei le città di Ippo (Sussita in aramaico), Scitopoli, Pella, Samaria, Iamnia, Marisa, Azoto, Aretusa, Gaza, Ioppe, Dora e Torre di Stratone, per poi aggregarle alla nuova provincia di Siria, a cui diede come governatore Emilio Scauro con due legioni.
Dopo questi fatti Pompeo poté tornare in Siria, poi in Cilicia e poi nel Ponto, portando con sé Aristobulo II e preparandosi, dopo un'efficace riorganizzazione del limes orientale romano a un rientro in Italia.